# Beautiful Stories for Ugly Children
Beautiful Stories for Ugly Children – siódmy album studyjny amerykańskiej grupy muzycznej Mushroomhead.

## Lista utworów
1. „Come On” – 4:07
2. „Inspiration” – 3:46
3. „Slaughterhouse Road” – 3:41
4. „I’ll Be Here” – 4:36
5. „Burn the Bridge” – 5:10
6. „Holes in the Void” (Feat. Joe Altier & Sarah Sloan)- 4:45
7. „Harvest the Garden”- 4:34
8. „The Harm You Do” – 4:06
9. „Your Demise” – 4:21
10. „The Feel” – 3:50
11. „Darker Days” – 3:46
12. „Do I Know You?” – 2:46

## Twórcy
- Jeffrey Nothing – śpiew, autor tekstów
- Waylon – śpiew, autor tekstów
- Gravy – gitara rytmiczna
- Pig Benis – gitara basowa
- Shmotz – instrumenty klawiszowe
- Skinny – perkusja, produkcja
- ST1TCH – gramofony, sample
- Lil’ Dan – perkusja
- Joe Altier – występ gościnny w utworze „Holes In The Void”
- Sarah Sloan – występ gościnny w utworze „Holes In The Void”